# Ширяевское сельское поселение (Волгоградская область)
Ширяевское сельское поселение - сельское поселение в Иловлинском районе Волгоградской области.
Административный центр - хутор Ширяевский.

## Население
| 2010  | 2012  | 2013  | 2014  | 2015  | 2016  | 2017  |
| ----- | ----- | ----- | ----- | ----- | ----- | ----- |
| 1145  | ↗1161 | ↘1144 | ↘1127 | ↘1121 | ↘1112 | ↗1115 |
| 2018  | 2019  | 2020  | 2021  |       |       |       |
| ↘1101 | ↘1072 | ↘1058 | ↘1035 |       |       |       |

## Состав сельского поселения
| № | Населённый пункт    | Тип населённого пункта        | Население |
| - | ------------------- | ----------------------------- | --------- |
| 1 | Желтухино-Ширяйский | хутор                         | 290       |
| 2 | Ширяевский          | хутор, административный центр | ↘855      |

## Местное самоуправление
Глава поселения
- Ершов Сергей Константинович